# Skienselva
Die Skienselva bildet den untersten Abschnitt des Flusssystems Skiensvassdraget im norwegischen Fylke Telemark. Der Fluss bildet den Abfluss des Norsjø-Sees und fließt anschließend durch Skien und Porsgrunn. Nördlich der Halbinsel Herøya mündet er schließlich in den Frierfjord. Seine Länge beträgt etwa 15 km. Die durchschnittliche jährliche Wassermenge der Skienselva am Ausfluss aus dem Norsjø liegt bei 263 m³/s.
Zwischen Skien und Norsjø bildet die Skienselva einen Teil des Telemark-Kanals.
In der Kommune Porsgrunn wird der Fluss auch als Porsgrunnselva bezeichnet. Dies führt häufig zu hitzigen Diskussionen darüber, wie der korrekte Name des Flusses nun lautet.

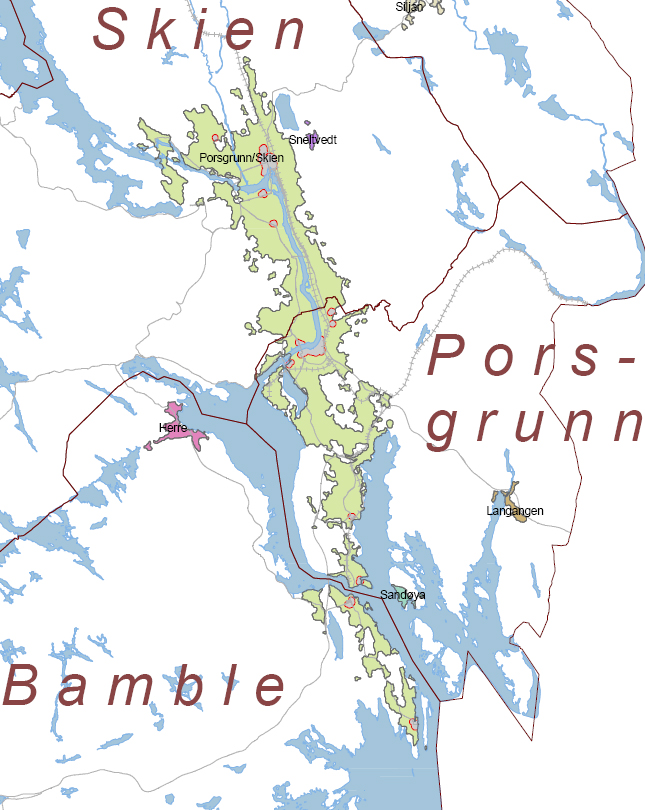
Flusslauf der Skienselva (zwischen Norsjø und Frierfjord)